# Práva zvířat
Práva zvířat je filosoficko-právní koncept, který přisuzuje zvířatům etické a právní nároky, kterým se běžně těší jen lidé. Obhájci práv zvířat zastávají různé koncepce, shodují se však v tom, že zvíře jakožto bytost schopná emocí a vnímání bolesti nesmí být považováno za majetek člověka a pouhý prostředek k prosazení jeho zájmů.
Otázky morálního statusu zvířat a správného chování vůči nim se v západním světě objevují velmi brzy, např. u pýthagorejců; převážily však koncepce, které zvíře považovaly za bytost nerozumovou a člověku podřízenou (stoa, křesťanství) nebo dokonce necítící (Descartes). Moderní hnutí za práva zvířat se objevuje až ve 20. století, často v organizované a někdy radikální podobě (např. Fronta za osvobození zvířat; viz heslo ekoterorismus).
Velký zájem o práva zvířat vzbudila kniha Petera Singera nazvaná Osvobození zvířat (1975), která popisuje utrpení zvířat při vědeckém výzkumu a velkochovu pro masný průmysl a požaduje rovnost zájmů zvířat (např. právo nebýt týrán) a zájmů lidí. Současný stav, kdy lidé zvířata vykořisťují, označuje jako druhovou nadřazenost neboli „speciesismus“, který je stejně eticky neobhajitelný jako rasismus a sexismus. Tento názor se setkává s rozmanitou kritikou; bývá například namítáno, že právo implikuje také povinnosti, nebo že zvířata nejsou schopna morálního rozlišování.
Mezi současné filosofy a autory obhajující práva zvířat patří kromě Singera také Tom Regan, Gary L. Francione, Steven Best či Richard Ryder.

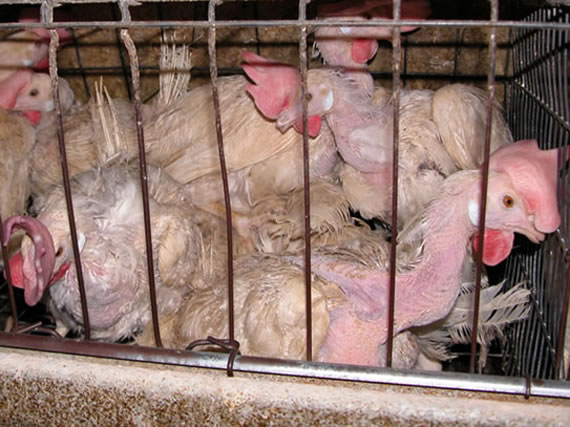
Velkochovy drůbeže bývají ochránci zvířat srovnávány s koncentračními tábory

| „               | Skutečná morální zkouška lidstva, zkouška, jež je základem všeho ostatního, je právě vztah k těm, kteří jsou odkázáni na naši milost — ke zvířatům. Na tomto poli lidstvo utrpělo úplnou porážku, tak velikou, že všechny ostatní pramení z ní. | “ |
| — Milan Kundera | |   |

| „                   | Osvětim začíná tam, kde člověk stojí na jatkách a pomyslí si — vždyť jsou to jen zvířata. | “ |
| — Theodor W. Adorno |                                                                                           |   |